# Liste afrikanischer Metalbands
Die Liste afrikanischer Metalbands zählt namhafte Musikgruppen Afrikas aus dem Genre Metal auf. Hard-Rock-Bands werden nur in die Liste aufgenommen, insofern sie auch Metal spielen. Zur Aufnahme in die Liste müssen die Wikipedia-Relevanzkriterien erfüllt sein.

## Nordafrika

### Ägypten
| Name             | Gründung | Auflösung | Herkunft   | Genre(s)                             | Anmerkungen                         |
| ---------------- | -------- | --------- | ---------- | ------------------------------------ | ----------------------------------- |
| Grave Solace     | 2004     |           | Kairo      | Dark Ambient, Funeral Doom           |                                     |
| Massive Scar Era | 2005     |           | Alexandria | Post-Hardcore, Metalcore, Folk Metal | ursprünglich eine reine Frauen-Band |
| Scarab           | 2006     |           | Kairo      | Death Metal                          |                                     |

### Marokko
| Name          | Gründung | Auflösung | Herkunft | Genre(s)     | Anmerkungen |
| ------------- | -------- | --------- | -------- | ------------ | ----------- |
| Lifesenseless | 2010     |           | Agadir   | Funeral Doom |             |

### Tunesien
| Name      | Gründung | Auflösung | Herkunft | Genre(s)                       | Anmerkungen |
| --------- | -------- | --------- | -------- | ------------------------------ | ----------- |
| Myrath    | 2001     |           |          | Progressive Metal, Power Metal |             |
| Omination | 2016     |           | Tunis    | Funeral Doom                   |             |

## Subsahara-Afrika

### Botswana
| Name       | Gründung | Auflösung | Herkunft | Genre(s)    | Anmerkungen |
| ---------- | -------- | --------- | -------- | ----------- | ----------- |
| Crackdust  | 2006     |           | Gaborone | Death Metal |             |
| Overthrust | 2007/08  |           | Ghanzi   | Death Metal |             |
| Wrust      | 2000     |           | Gaborone | Death Metal |             |

### Südafrika
| Name                      | Gründung | Auflösung | Herkunft      | Genre(s)                        | Anmerkungen |
| ------------------------- | -------- | --------- | ------------- | ------------------------------- | ----------- |
| Groinchurn                | 1994     | 2001      | Johannesburg  | Grindcore                       |             |
| Mind Assault              | 2004     |           | Somerset West | Melodic Death Metal             |             |
| Seether                   | 1999     |           | Pretoria      | Post-Grunge, Alternative Metal  |             |
| Vulvodynia                | 2014     |           | Durban        | Deathcore                       |             |
| Wrath                     | 1998     |           | Kapstadt      | seit 2002 in England beheimatet |             |
| Zombies Ate My Girlfriend | 2012     |           | Kapstadt      | Metal                           |             |